# Papillomatose orale floride
 Mise en garde médicale
La papillomatose orale floride est une maladie caractérisée par une masse blanche ressemblant à un chou-fleur qui recouvre la langue et s'étend sur d'autres parties des muqueuses. C'est un type de carcinome verruqueux (en).